# Crisipo de Solos
Crisipo ou Crísipo de Solos (Solos, c. 280 a.C. — Atenas, ca. 208 a.C.) foi um filósofo grego.
Crisipo foi um dos maiores expoentes do estoicismo e discípulo de Cleanto de Assos. Teve fama de sutil e apurado dialético. Não foi apenas um filósofo estoico como também partidário do estoicismo, atacando ardorosamente os inimigos da doutrina do Pórtico (o alvo preferido eram os filósofos acadêmicos).
Assumiu a direção da Estoa em 232 a.C., com a morte de Cleanto. Sua atividade como escolarca logo o fez alcançar uma reputação comparável com a de Zenão de Cítio, fundador do estoicismo.
Crisipo foi o responsável pela sistematização e divulgação das doutrinas da escola. Alguns afirmam que escreveu mais de setecentos livros. Deste total, sobreviveram só alguns fragmentos. Seu sistema era uma espécie de panteísmo naturalizado: a liberdade desaparece em um mundo onde predomina a lei da fatalidade. Sua moral é pura e elevada e a razão deve governar a vida, colocando o sábio acima das paixões. A felicidade reside na independência do sábio.
Foi analisado por Émile Bréhier em Chrysippe et l'ancien stoicisme (Paris, 1951).[carece de fontes?]
Crisipo foi divulgador da técnica estoica do "premeditatio malorum". Premeditação da adversidade. Ele recomendava imaginar que perdemos as coisas que valorizamos, para assim continuar a valorizá-las. Além disso, supostamente morreu de tanto rir de uma de suas próprias piadas.